# 5733 (année hébraïque)
5733 (hébreu : ה'תשל"ג , abbr. : תשל"ג) est une année hébraïque qui a commencé à la veille au soir du 9 septembre 1972 et s'est finie le 26 septembre 1973. Cette année a compté 383 jours. Ce fut une année embolismique dans le cycle métonique, avec deux mois de Adar - Adar I et Adar II. Ce fut une année de chemitta.
En l'an 5733, l'État d'Israël a fêté ses 25 ans d'indépendance.

## Calendrier
Ce calendrier hébraïque de l'année 5733 donne les correspondances avec les dates du calendrier grégorien.
Le premier nombre dans chaque case correspond au jour du mois hébraïque. Les jours en couleurs sont des jours remarquables juifs ou israéliens.
| ◄◄ | 5733 | ►► |

## Événements
- Rencontres entre les responsables égyptiens et Henry Kissinger, qui établit la politique des « petits pas » : reconnaissance de la souveraineté égyptienne sur le Sinaï mais maintien de la présence militaire d’Israël pendant quelques années pour garantir sa sécurité. Sadate refuse, appuyé par les soviétiques qui rejettent leurs engagements du sommet de Moscou.
- L'aviation israélienne abat un Boeing 727 des Libyan Arab Airlines au-dessus du désert du Sinaï.
- Sadate et Hafez el-Assad se rencontrent pour préparer un plan de reprise des combats contre Israël. L’Arabie saoudite promet une utilisation de l’arme pétrolière.
- Voyage de Willy Brandt en Israël.

## Naissances
- Shota Arveladze
- Artchil Arveladze
- Adrien Brody
- Aviv Geffen
- Monica Lewinsky

## Décès
- Yaakov Dori
- István Kertész
- Chaim Jacob Lipchitz
- Ben-Zion Dinur

5728 - 5729 - 5730 - 5731 - 5732 - 5733 - 5734 - 5735 - 5736 - 5737 - 5738